# Pangrapta elegantalis
Pangrapta elegantalis là một loài bướm đêm trong họ Erebidae.